# Idaea cubicularia
Idaea cubicularia là một loài bướm đêm trong họ Geometridae.